# Kirill Petrovics Kondrasin
Kirill Petrovics Kondrasin (oroszul Кирилл Петрович Кондрашин; Moszkva, 1914. március 6. [régi orosz naptár szerint február 21.] – Amszterdam, 1981. március 7.) szovjet-orosz karmester.

## Élete, munkássága
Kirill Kondrasin Moszkvában született. Apja, Pjotr Andrejevics Kondrasin hegedűművész, anyja, Anna Mihajlovna Tamina rigai származású hegedűművész volt, mindketten zsidó származásúak. 1913-tól Kuszevickij zenekarában játszottak, majd amikor 1917-ben Kuszevickijt megbízták az újonnan alakult Állami Filharmonikus Zenekar vezetésével, munka nélkül maradtak. Az apa ekkor kávéházi zenészként kényszerült dolgozni, az anya pedig hamarosan felvételt nyert a Moszkvai Nagyszínház (Bolsoj) zenekarába (az első női zenekari tagként). Később Pjotr Kondrasin a moszkvai Zsidó Zenei Színházban talált zenekari állást, majd ő is a Bolsoj zenekarába került. Kirill Kondrasin mint zenészgyerek, gyakran részt vett a próbákon, és – noha már hatévesen elkezdett zongorázni tanulni – itt határozta el, hogy karmester lesz. Szülei nem vették túl komolyan a fiú ambícióit, erről így nyilatkozott később: „Amikor elkezdtem vezényelni, és megpróbáltam kialakítani a gesztusokat otthon, az apám csak viccelődött velem”. Egy ideig zeneelméletet is tanult a Zenei Technikumban Nyikolaj Zsiljajevnél, és már ezalatt, 1931-ben bemutatkozott karmesterként a Gyermekszínházban. Karmesteri tanulmányait a következő évben, 1932-ben kezdte el a Moszkvai Konzervatóriumban, Borisz Hajkinnál. Hajkin munkamódszere az volt, hogy a diákjait részmunkaidőben a város színházaiba helyezte ki. Kondrasin így került a Gyermekszínházba, mint Joszif Kovner asszisztense. Kondrasin azt mondta erről az időszakról: „Boldog voltam, hogy ott dolgoztam három évig”. Hajkin ösztönzésére még a zenekari árokba is beült, hogy más nézőpontból is tanulmányozhassa a vezénylés technikáját. Még tanulmányai alatt, 1934-től a Nemirovics-Dancsenko Zenei Színház karmester-asszisztense lett, ahol Grigorij Sztoljarov volt a fő karmester. Itteni bemutatkozása Robert Planquette francia szerző nem túl fajsúlyos Corneville-i harangok című operettjében történt meg. A színházban gyakran fellépett Otto Klemperer, aki baráti kapcsolatot alakított ki a fiatalemberrel. Ebben az időben Kondrasin látogatta a Sztanyiszlavszkij Színházat is, mert a rendező létrehozott a színházban egy operastúdiót is. Kondrasin a Nemirovics-Dancsenko Színházban ismerte meg Sosztakovicsot és zenéjét, és ez az ismeretség szoros barátsággá fejlődött.
Tanulmányait 1936-ban fejezte be, és – Hajkint követve, aki a Malij Operaszínház (ma Mihajlovszkij Színház) vezető karmestere lett – Leningrádba költözött, és beosztott karmester lett. Közben sikeresen részt vett az első össz-szövetségi karmesterversenyen, ahol már felfigyeltek rá a kritikusok is.
1943-ban Leningrád ostroma miatt sok más művész mellett őt is evakuálták a városból, és a Moszkvai Nagyszínház, a Bolsoj karmesteri stábjának tagja lett. Ebben az intézményben maradt egészen 1956-ig. A Bolsojban töltött évek rendkívül fontosakká váltak művészi fejlődésében, mert olyan kiemelkedő karmester személyiségekkel dolgozhatott együtt, mint Nyikolaj Golovanov, vagy Szamuil Szamoszud. A színházban számos opera betanítását és dirigálását bízták rá. Egyre nagyobb sikereket ért el, 1948-ban és 1949-ben Sztálin-díjat kapott Alekszandr Szerov Gonosz erők, illetve Bedřich Smetana Az eladott menyasszony című operájának bemutatásáért. 1949-ben elkészítette első hanglemezfelvételét, amelyen Nyikolaj Rakov Hegedűversenyét David Ojsztrah játszotta, ő pedig az Orosz Állami Zenekart dirigálta. Ebben az időszakban már elismert koncertkarmester is volt, vezényelte a Szovjetunió valamennyi nagy zenekarát, és együtt dolgozhatott a korszak legnagyobb szólistáival, például David Ojsztrahhal, Szvjatoszlav Richterrel, Emil Gilelsszel, vagy Msztyiszlav Rosztropoviccsal.
1958-ban aztán bekövetkezett a nemzetközi áttörés is, ami egy szólista sikeres működésének volt köszönhető. Az első nemzetközi Csajkovszkij Zenei Verseny zongora kategóriájában a 24 éves amerikai Van Cliburn nyerte meg az első díjat (Rachmaninov 3. és Csajkovszkij 1. zongoraversenyét játszotta), óriási sikert aratva, a zenekart Kondrasin vezényelte. Az az 1958-as LP, amelyen Kliburn Csajkovszkij 1., b-moll zongoraversenyét játssza és Kondrasin az RCA Szimfonikus Zenekarát dirigálja, máig bestsellernek számít, és az első komolyzenei kiadvány volt, amely platinalemez lett. Cliburn moszkvai sikerével az amerikai sajtó kiemelten foglalkozott, ami hozzájárult Kondrasin nemzetközi hírnevének megteremtéséhez. A zongorista hazai koncertkörútján Kondrasin az Egyesült Államok kiváló együtteseit vezényelte. Emellett meghívták a Chicagói Operába is, ahol a Renata Tebaldi és Giuseppe Di Stefano nevével jelzett Pillangókisasszonyt dirigálta. Kirill Kondrasin volt az első szovjet karmester, aki fellépett az Egyesült Államokban, és Eisenhower elnök is fogadta.
1960-ban kinevezték a Moszkvai Filharmonikusok művészeti vezetőjévé. Kemény, szisztematikus munkával emelte együttese nívóját egyre magasabbra, és a zenekar vitathatatlanul Moszkva kiemelkedő zenei intézményévé és a Leningrádi Filharmonikusok első számú riválisává vált. A hazai fellépéseken kívül külföldi turnékra is eljuttatta együttesét. Tanított a Moszkvai Konzervatóriumban (1950 és 1953, valamint 1972 és 1975 között), a zekekari tanszakot vezette. Kondrasin a zenekarával 1961-ben bemutatott két „problémás” Sosztakovics-szimfóniát, a 4-iket, majd egy év múlva a 13., „Babij Jar” szimfóniát (utóbbit Vitalij Gromadszkij basszus énekes közreműködésével). Emellett rendszeresen műsorára tűzte jelentős szovjet komponisták (Scsedrin, Hacsaturján, Szviridov és mások) műveit is. Fontos, hogy a Szovjetunióban akkoriban alig ismert Gustav Mahler szimfóniáit a repertoárjára vette, és megismertette az orosz közönséggel. Néhány más elismerés után 1972-ben elnyerte a Szovjetunió népművésze kitüntetést, 1974-ben pedig az Arany Mahler-érmet a Gustav Mahler Társaságtól.
1975-ben elhagyta a Moszkvai Filharmonikusokat, és ezt követően a Szovjetunióban már nem is vállalt állandó megbízatást. Utazó karmesterként, hazai és külföldi meghívásoknak eleget téve dolgozott tovább. Egy 1978-as hollandiai vendégszereplés után nem tért haza. Politikai menedékjogot kért és kapott azzal az indokkal, hogy a szovjet rezsim elfojtotta művészi szabadságát. Ezután a Szovjetunióban azonnal betiltották minden felvételét. 1979-ben az amszterdami Concertgebouw állandó karmesterévé nevezték ki, és számos remek, figyelemre méltó felvételt készített velük. Eközben – a szabadabb mozgási lehetőséget kihasználva – más neves zenekarokat is vezényelt, például a Bajor Rádió Szimfonikus Zenekarát, az Észak-német Rádiózenekart, a Dél-német Rádiózenekart és a Bécsi Filharmonikusokat. Sok ideje azonban már nem volt hátra, 1981-ben, szívinfarktus következtében elhunyt Amszterdamban. Halála napján egy amszterdami koncertmatinén Mahler 1. szimfóniáját vezényelte az Észak-német Rádiózenekar élén.
Kondrasin – miután elvált feleségétől, Nyina Leonyidovna Kondrasinától – 1978-ban Hollandiában feleségül vette asszisztensét és tolmácsát, a tőle jóval fiatalabb, 1944-es születésű Nolda Broekstra zenetudóst.

## Művészete
Kondrasin koncertjein és lemezfelvételein fontos helyet kaptak az orosz-szovjet szerzők művei (Rachmaninov, Rimszkij-Korszakov, Csajkovszkij, Hacsaturján, Kabalevszkij stb.), de kitekintése sokkal szélesebb körű volt, nagyon sok nyugati komponista művét játszotta hangversenyen és stúdióban: Bach, Beethoven, Brahms, Debussy, Ravel, Dvořák, Mozart, Liszt stb.). A kezdeti éveken túl már szinte csak koncertkarmester volt, operát nagyon ritkán vezényelt. Hatalmas vállalkozása volt a Moszkvai Filharmonikusokkal Sosztakovics összes szimfóniájának lemezfelvétele a Melogyija kiadónál, valamint Mahler csaknem valamennyi szimfóniájának rögzítése. Feltűnő, hogy hangfelvételei között nagyon sok a versenymű. Erre vonatkozik Tully Potter brit zenetörténész megjegyzése Kondrasinról: „talán a huszadik század legjobb kísérő karmestere volt”. Ez szinte természetes is, hiszen a pályafutása kezdetétől olyan nagyságokkal együtt lépett fel, mint Ojsztrah, Gilelsz, Cliburn, Leonyid Kogan, vagy Richter.
„Kirill Kondrasin előadásain következetesen a zene volt a középpontban, az egyensúly, a textúrák és a dinamika rendkívül érzékeny alkalmazásával. … Vezénylése a lírai dallamosság és a drámai romantika hatékony keveréke volt. … Viszonylag korai halála félbeszakította egy zenész zenei világát, aki vitathatatlanul elérte csúcspontját halála idején” – írta róla David Patmore. Joseph Stevenson jellemzése szerint „Kiril Petrovics Kondrasin nemzetközileg a Szovjetunió legismertebb karmestere, és ebből az országból a legjelentősebb karmester is. Széles repertoárjában, különösen az orosz mesterek esetén, erőteljes és szilárd előadásokról volt ismert”. Zay Balázs: „Kondrasin kiváló dirigens, mindig megbízható, szovjet felvételeiben hol magas kimunkáltságot, hol erősen jó megvalósítást hallok. Mintha több finomság volna disszidálása után készített felvételeiben. Sajnos csak kevés idő adatott neki nyugaton. … kitűnő karmester, felelős művész…”

## Elismerései
- 1948 – Sztálin-díj első fokozata Alekszandr Szerov Gonosz erők című operájának előadásáért
- 1949 – Sztálin-díj második fokozata Bedřich Smetana Az eladott menyasszony című operájának előadásáért
- 1951 – OSZSZSZK tiszteletbeli művésze
- 1960 – Grammy-díj a legjobb klasszikus előadásért (Rachmaninov 3. zongoraverseny, Symphony of the Air Orchestra, Van Cliburn)
- 1969 – OSZSZSZK Glinka Állami díja
- 1972 – Szovjetunió népművésze
- 1974 – Arany Mahler-érem
- ? – A Munka Vörös Zászló Érdemrendje

## Felvételei
Válogatás a Discogs oldalán szereplő 440 felvétel közül.
| Megjelenés | Tartalom                                                                                                  | Zenekar, közreműködő                                                              | Kiadó                              |
| ---------- | --- | --------------------------------------------------------------------------------- | ---------------------------------- |
| 1949       | Nyikolaj Rakov: Hegedűverseny                                                                             | Orosz Állami Zenekar, David Ojsztrah                                              | Gallery                            |
| 1952       | Rachmaninov: Rapszódia egy Paganini-témára, Rimszkij-Korszakov: Spanyol capriccio, Zongoraverseny         | Szovjetunió Szimfonikus Zenekara, Jakov Zak                                       | Goszudarsztvennij Dom Zvukozapiszi |
| 1953       | Dvořák: a-moll hegedűverseny, Glazunov: a-moll hegedűverseny                                              | Nemzeti Filharmonikus Zenekar, David Ojsztrah                                     | Colosseum                          |
| 1955       | Saint-Saëns: 5., „Egyiptomi” F-dúr zongoraverseny                                                         | Moszkvai Nagyszínház Zenekara, Szvjatoszlav Richter                               | Le Chant Du Monde                  |
| 1957       | Bach: 1. zongoraverseny, Prokofjev: 2. hegedűverseny                                                      | Szovjetunió Állami Zenekara, Kurt Sanderling, Szvjatoszlav Richter, Leonyid Kogan | Monitor Records                    |
| 1958       | Csajkovszkij: 1., b-moll zongoraverseny                                                                   | RCA Symphony Orchestra, Van Cliburn                                               | RCA Victor Red Seal                |
| 1958       | Prokofjev: 1. és 2. hegedűverseny                                                                         | Nemzeti Filharmonikus Zenekar, David Ojsztrah, Leonyid Kogan                      | Bruno Records                      |
| 1960       | Hacsaturján: Masquerade Suite, Kabalevszkij: Komédiások                                                   | RCA Victor Symphony Orchestra                                                     | RCA Victor Red Seal                |
| 1961       | Liszt: 1. és 2. zongoraverseny                                                                            | London Symphony Orchestra, Szvjatoszlav Richter                                   | Philips                            |
| 1962       | Sosztakovics: 1. szimfónia                                                                                | Moszkvai Nagyszínház Zenekara                                                     | Melogyija, Akkord                  |
| 1963       | Ravel: Spanyol rapszódia, La Valse                                                                        | Moszkvai Szimfonikus Zenekar                                                      | Melogyija                          |
| 1965       | Debussy: Iberia, Casella: Paganiniana                                                                     | Moszkvai Szimfonikus Zenekar                                                      | Melogyija                          |
| 1968       | Mahler: 9. szimfónia                                                                                      | Moszkvai Filharmonikus Zenekar                                                    | Melogyija, Seraphim                |
| 1970       | Prokofjev: Kantáta az októberi forradalom huszadik évfordulójára, Sosztakovics: A Nap kisüt a haza felett | Moszkvai Filharmonikus Zenekar, OSZSZSZK Orosz Kórusa                             | Melogyija, Angel                   |
| 1974       | Sosztakovics: 14. szimfónia                                                                               | Moszkvai Szimfonikus Zenekar Kamaraegyüttese                                      | Melogyija                          |
| 1976       | Brahms: 1., 2., 3. és 4. szimfónia                                                                        | A Rádió-televízió Nagy Szimfonikus Zenekara                                       | Melogyija                          |
| 1977       | Mahler: 1. szimfónia                                                                                      | Moszkvai Filharmonikus Zenekar                                                    | Melogyija                          |
| 1979       | Csajkovszkij: Mozartiana, Rokokó változatok                                                               | Moszkvai Filharmonikus Zenekar, Natalja Gutman                                    | Melodia-Eurodisc                   |
| 1980       | Dvořák: 9. szimfónia („Az új világból”)                                                                   | Bécsi Filharmonikusok                                                             | London Records                     |
| 1982       | Franck: d-moll szimfónia                                                                                  | Bajor Rádió Szimfonikus Zenekara                                                  | Philips                            |
| 1984       | Beethoven: 3. szimfónia                                                                                   | Concertgebouw Orchestra                                                           | Philips Classics                   |
| 1986       | Szkrjabin: 3. szimfónia                                                                                   | Concertgebouw Orchestra                                                           | Musical Heritage Society           |
| 1993       | Brahms: 2. szimfónia, Sibelius: 5. szimfónia                                                              | Concertgebouw Orchestra                                                           | Philips                            |
| 1996       | Rachmaninov: Szimfonikus táncok, Harangok                                                                 | Moszkvai Filharmonikus Zenekar                                                    | BMG Classics                       |
| 2000       | Mahler: 6. és 7. szimfónia                                                                                | Leningrádi Filharmonikus Zenekar                                                  | Lys                                |
| 2006       | Sosztakovics: Tizenöt szimfónia [Tíz CD]                                                                  | Moszkvai Filharmonikus Zenekar                                                    | Aulos Media                        |
| 2014       | Sosztakovics: 4. szimfónia                                                                                | Moszkvai Állami Filharmonikus Zenekar                                             | Melogyija                          |